# Paracuellos de la Ribera
Paracuellos de la Ribera település Spanyolországban,  Zaragoza tartományban. Paracuellos de la Ribera Calatayud, Sabiñán és El Frasno községekkel határos. Lakosainak száma 112 fő (2024).

## Népesség
A település népessége az utóbbi években az alábbiak szerint változott:
| Lakosok száma | 288  | 234  | 199  | 199  | 172  | 175  | 171  | 143  | 129  | 112  |
|               | 2001 | 2004 | 2007 | 2009 | 2012 | 2014 | 2017 | 2019 | 2022 | 2024 |